# Cipanengah (Lembursitu)
Cipanengah is een bestuurslaag in het regentschap Kota Sukabumi van de provincie West-Java, Indonesië. Cipanengah telt 7331 inwoners (volkstelling 2010).